# Aliança (Pernambuco)
Aliança es un municipio brasileño del estado de Pernambuco. Se localiza a una latitud 07º36'12" sur y a una longitud 35º13'51" oeste, estando a una altitud de 123 metros. Su población estimada en 2020 era de 38.397 habitantes, según el Instituto Brasileño de Geografía y Estadística (IBGE).

## Historia
El poblamiento se inició durante el siglo XIX por tres hermanos. La construcción de una capilla de barro agrupó la población en el poblado. En 1862, el fraile capuchino Caetano de Rossina se estableció en el lugar. El fraile observó el espíritu de solidaridad presente en el poblado, participando de actividades de ayuda mutua y en la restauración de la capilla. El religioso sugirió el nombre de Aliança para el poblado naciente. El municipio fue creado por la Ley Estatal 1931 del 11 de septiembre de 1928, iniciando sus actividades administrativas propias el 1 de enero de 1929.

## Aliacenses
- Joelinton, futbolista brasileño.